# Briollay
Briollay település Franciaországban, Maine-et-Loire megyében. Lakosainak száma 3193 fő (2022. január 1.). Briollay Cheffes, Écouflant, Soulaire-et-Bourg, Tiercé és Rives-du-Loir-en-Anjou községekkel határos.

## Népesség
A település népességének változása:
| Lakosok száma | 776  | 1683 | 2005 | 2531 | 2789 | 2844 | 2967 | 3084 | 3129 | 3193 |
|               | 1968 | 1982 | 1990 | 2006 | 2013 | 2015 | 2017 | 2019 | 2020 | 2022 |